# Canton de Conques-sur-Orbiel
Le canton de Conques-sur-Orbiel est une ancienne division administrative française située dans le département de l'Aude.

## Géographie
Ce canton était organisé autour de Conques-sur-Orbiel dans l'arrondissement de Carcassonne. Son altitude variait de 84 m (Villemoustaussou) à 580 m (Limousis) pour une altitude moyenne de 174 m.

## Représentation

### Conseillers généraux de 1833 à 2015
| Période | Période             | Identité                                                                     | Étiquette           | Qualité                                                                                        |
| ------- | ------------------- | ---------------------------------------------------------------------------- | ------------------- | ---------------------------------------------------------------------------------------------- |
| 1833    | 1835 (démission)    | Casimir Bonnet                                                               |                     | Propriétaire à Conques Nommé Conseiller de Préfecture                                          |
| 1835    | 1839                | Bernard Victor Arcens                                                        |                     | Médecin, Maire de Conques (1830-1840), Conseiller d'arrondissement                             |
| 1839    | 1840 (démission)    | Rose Joseph Teisseire                                                        | Opposition libérale | Propriétaire, Maire de Carcassonne (1830-1832), Député (1831-1839) Nommé Préfet du Var en 1840 |
| 1840    | 1848                | Jean-Paul Bausil                                                             |                     | Notaire, Maire de Carcassonne (1848)                                                           |
| 1848    | 1852                | Joseph Doumerg                                                               |                     | Notaire à Conques                                                                              |
| 1852    | 1855                | Charles Portal de Moux                                                       |                     | Agriculteur à Vic-la-Vernède, Conques                                                          |
| 1855    | 1864                | Olivier Alibert                                                              |                     | Juge de paix, Maire de Conques (1848-1855)                                                     |
| 1864    | 1871                | Louis Antoine Gustave Vicomte d'Ouvrier de Villegly de Bruniquel (1812-1886) |                     | Général de division                                                                            |
| 1871    | 1878 (démission)    | Amédée Bausil                                                                |                     | Avocat à Carcassonne                                                                           |
| 1878    | 1886                | Gustave Bausil                                                               | Républicain         | Notaire à Carcassonne                                                                          |
| 1886    | 1892                | Numa Azibert                                                                 | Socialiste          | Propriétaire à Gruissan, Ancien conseiller général du Canton de Coursan                        |
| 1892    | 1898                | Henri Malric                                                                 | Républicain         | Avocat à Carcassonne                                                                           |
| 1898    | 1910                | François Viguier                                                             | Rad.                | Propriétaire viticulteur à Villegly                                                            |
| 1910    | 1940                | Emile Clarenc                                                                | Rad.                | Représentant Maire de Villemoustaussou (1898-1925 et 1935-1941)                                |
|         |                     |                                                                              |                     |                                                                                                |
| 1945    | 1982 (décès)        | Félix Roquefort                                                              | PCF                 | Mineur puis employé Député (1956-1958) Maire de Conques-sur-Orbiel (1944-1982)                 |
| 1983    | 1984 (invalidation) | Georges Martzel (1921-2010)                                                  | PCF                 | Fonctionnaire territorial Maire de Conques-sur-Orbiel (1982-2001)                              |
| 1984    | 2015                | Alain Marcaillou                                                             | PCF                 | Agent de la Poste retraité à Villalier Vice-Président du Conseil Général                       |

### Conseillers d'arrondissement (de 1833 à 1940)
| Période                                  | Période      | Identité                  | Étiquette   | Qualité |
| ---------------------------------------- | ------------ | ------------------------- | ----------- | --- |
| 1833                                     | 1835         | Bernard Victor Arcens     |             | Médecin, Maire de Conques                                                                                   |
| 1835                                     | 1842         | Barthélemy Lucet          |             | Propriétaire à Limousis                                                                                     |
| 1842                                     | 1848         | M. Miailhe                |             | Propriétaire à Conques                                                                                      |
|                                          |              |                           |             | |
| 1855                                     |              | Isidore David (1800-1888) |             | Percepteur des contributions directes, maire de Villalier                                                   |
|                                          |              |                           |             | |
|                                          | 1885 (décès) | M. Desplas                |             | |
|                                          |              |                           |             | |
| 1889                                     | 1901         | M. Madaule                | Républicain | |
| 1901                                     | 19..         | Paul Cazanave             |             | Ancien instituteur, Maire de Conques                                                                        |
| 19..                                     | 1907         | M. Clarenc                | Radical     | |
| 1907                                     |              | Marius Cals               | Radical     | Professeur de cours complémentaire à Carcassonne                                                            |
|                                          |              |                           |             | |
| 1919                                     | 1940         | Jules Vidal               | Radical     | Maire de Conques                                                                                            |
| 1940                                     |              |                           |             | Les conseils d'arrondissement ont été suspendus par la loi du 12 octobre 1940 et n'ont jamais été réactivés |
| Les données manquantes sont à compléter. |              |                           |             | |

## Composition
Le canton de Conques-sur-Orbiel regroupait dix communes
| Nom                            | Code Insee | Intercommunalité     | Superficie (km2) | Population (dernière pop. légale) | Densité (hab./km2) |
| ------------------------------ | ---------- | -------------------- | ---------------- | --------------------------------- | ------------------ |
| Conques-sur-Orbiel (chef-lieu) | 11099      | CA Carcassonne Agglo | 25,07            | 2 437 (2014)                      | 97                 |
| Bagnoles                       | 11025      | CA Carcassonne Agglo | 5,63             | 299 (2014)                        | 53                 |
| Limousis                       | 11205      | CA Carcassonne Agglo | 9,92             | 119 (2014)                        | 12                 |
| Malves-en-Minervois            | 11215      | CA Carcassonne Agglo | 4,88             | 841 (2014)                        | 172                |
| Sallèles-Cabardès              | 11368      | CA Carcassonne Agglo | 6,82             | 116 (2014)                        | 17                 |
| Villalier                      | 11410      | CA Carcassonne Agglo | 7,70             | 1 030 (2014)                      | 134                |
| Villarzel-Cabardès             | 11416      | CA Carcassonne Agglo | 6,38             | 224 (2014)                        | 35                 |
| Villegailhenc                  | 11425      | CA Carcassonne Agglo | 4,78             | 1 650 (2014)                      | 345                |
| Villegly                       | 11426      | CA Carcassonne Agglo | 9,83             | 1 086 (2014)                      | 110                |
| Villemoustaussou               | 11429      | CA Carcassonne Agglo | 11,94            | 4 322 (2014)                      | 362                |

## Démographie
| 1962  | 1968  | 1975  | 1982  | 1990  | 1999  | 2006  | 2011   | 2012   |
| ----- | ----- | ----- | ----- | ----- | ----- | ----- | ------ | ------ |
| 5 406 | 5 766 | 6 392 | 7 752 | 8 880 | 9 046 | 9 894 | 11 247 | 11 613 |